# Markus Rooth
Markus Rooth (født 22. december 2001) er en norsk atlet, der konkurrerer i mangekamp.

## Karriere
Ved U23-EM i atletik i 2023 tog Rooth guld i tikamp med 8.608 point, en ny norsk rekord.
Ved sommer-OL 2024 i Paris forbedrede Rooth den norske rekord til 8.796 point, da han noget overraskende vandt det olympiske guld i tikamp. Det var Norges første medalje under de olympiske lege.